# Tournoi de clôture du championnat de Bolivie de football 2013
Navigation
Tournoi précédent Tournoi suivant
Le tournoi de clôture de la saison 2013 du Championnat de Bolivie de football est le second tournoi semestriel de la trente-neuvième édition du championnat de première division en Bolivie. Les douze équipes sont regroupées au sein d'une poule unique où elles s'affrontent deux fois, à domicile et à l'extérieur.
C'est le Club Bolívar qui remporte le tournoi Clôture après avoir terminé en tête du classement final, avec trois points d'avance sur Oriente Petrolero et neuf sur Club Deportivo San José. Il s'agit du seizième titre de champion de Bolivie de l'histoire du club.

## Qualifications continentales
Le vainqueur du tournoi Clôture se qualifie pour la Copa Libertadores 2014, tout comme son dauphin. Le troisième se qualifie quant à lui pour la Copa Sudamericana 2013.

## Les clubs participants
| - Nacional Potosi - Club Aurora - Oriente Petrolero - Club Bolívar - Club Blooming - Universitario de Sucre | - Club Deportivo San José - Real Potosi - Club Deportivo Jorge Wilstermann - The Strongest La Paz - Club Petrolero - La Paz FC |

## Compétition
Le barème utilisé pour établir l'ensemble des classements est le suivant :
- Victoire : 3 points
- Match nul : 1 point
- Défaite : 0 point

### Classement
| Rang | Équipe                           | Pts | J  | G  | N | P  | Bp | Bc | Diff |
| ---- | -------------------------------- | --- | -- | -- | - | -- | -- | -- | ---- |
| 1    | Club Bolívar                     | 50  | 22 | 16 | 2 | 4  | 50 | 30 | +20  |
| 2    | Oriente Petrolero                | 47  | 22 | 14 | 5 | 3  | 43 | 25 | +18  |
| 3    | Club Deportivo San José          | 41  | 22 | 12 | 5 | 5  | 37 | 21 | +16  |
| 4    | Universitario de Sucre           | 35  | 22 | 10 | 5 | 7  | 30 | 24 | +6   |
| 5    | The Strongest La PazT            | 34  | 22 | 9  | 7 | 6  | 40 | 35 | +5   |
| 6    | Club Deportivo Jorge Wilstermann | 33  | 22 | 9  | 6 | 7  | 43 | 30 | +13  |
| 7    | Real Potosí                      | 31  | 22 | 8  | 7 | 7  | 31 | 30 | +1   |
| 8    | Club Blooming                    | 23  | 22 | 6  | 5 | 11 | 31 | 40 | -9   |
| 9    | Nacional Potosí                  | 22  | 22 | 5  | 7 | 10 | 31 | 35 | -4   |
| 10   | Club Aurora                      | 22  | 22 | 6  | 4 | 12 | 28 | 43 | -15  |
| 11   | Club Petrolero                   | 20  | 22 | 5  | 5 | 12 | 24 | 40 | -16  |
| 12   | La Paz FC                        | 7   | 22 | 1  | 4 | 17 | 15 | 50 | -35  |

|  | Qualification pour la Copa Libertadores 2014 |
|  | Qualification pour la Copa Sudamericana 2014 |
|  | T : Tenant du titre                          |

### Matchs
| Résultats (▼dom., ►ext.) | AUR | BLO | BOL | WIL | LPA | NAC | OPE | CPE | RPO | SJO | STR | UNI |
| Club Aurora              |     | 3-1 | 2-3 | 0-6 | 2-1 | 1-1 | 0-0 | 3-1 | 5-0 | 1-2 | 2-2 | 1-1 |
| Club Blooming            | 2-0 |     | 2-1 | 2-3 | 4-1 | 2-1 | 2-2 | 2-0 | 4-0 | 1-1 | 3-4 | 0-1 |
| Club Bolívar             | 4-2 | 3-1 |     | 5-3 | 1-0 | 2-1 | 2-1 | 2-0 | 2-1 | 2-1 | 1-1 | 2-2 |
| CD Jorge Wilstermann     | 3-2 | 1-1 | 5-0 |     | 7-0 | 3-2 | 0-0 | 4-0 | 1-1 | 0-0 | 1-1 | 1-0 |
| La Paz FC                | 0-1 | 1-1 | 1-3 | 0-1 |     | 1-5 | 0-2 | 1-1 | 0-0 | 3-1 | 1-2 | 0-1 |
| Nacional Potosí          | 2-0 | 2-0 | 1-4 | 1-1 | 1-1 |     | 1-1 | 4-1 | 0-0 | 1-4 | 1-2 | 0-0 |
| Oriente Petrolero        | 3-0 | 3-2 | 2-1 | 6-2 | 3-2 | 1-1 |     | 1-0 | 2-1 | 3-2 | 4-1 | 2-0 |
| Club Petrolero           | 3-1 | 4-0 | 1-4 | 2-0 | 2-1 | 2-1 | 0-1 |     | 1-1 | 1-2 | 1-1 | 1-1 |
| Real Potosí              | 1-0 | 4-0 | 0-2 | 2-1 | 3-1 | 3-1 | 3-1 | 1-1 |     | 0-0 | 2-3 | 2-1 |
| Club Deportivo San José  | 4-0 | 2-0 | 1-2 | 2-0 | 1-0 | 1-0 | 4-0 | 4-1 | 0-3 |     | 1-1 | 2-1 |
| The Strongest La Paz     | 1-2 | 3-1 | 2-0 | 2-0 | 5-0 | 2-3 | 1-2 | 4-1 | 1-1 | 0-0 |     | 1-4 |
| Universitario de Sucre   | 2-0 | 0-0 | 0-4 | 1-0 | 3-0 | 3-1 | 0-3 | 1-0 | 3-2 | 1-2 | 4-0 |     |

## Relégation
Un classement cumulé des performances sur les cinq derniers tournois (Adecuación, Ouverture 2011, Clôture et Ouverture 2012 et Clôture 2013) permet de déterminer les clubs relégués. Le dernier de ce classement est directement relégué en deuxième division tandis que les 11e doit disputer un barrage de promotion-relégation face aux 2e de Copa Simon Bolivar.
| Rang | Équipe                           | Pts   | J   | G | N | P | Bp | Bc | Diff |
| ---- | -------------------------------- | ----- | --- | - | - | - | -- | -- | ---- |
| 1    | Oriente Petrolero                | 1,750 | 100 |   |   |   |    |    |      |
| 2    | Club Bolívar                     | 1,740 | 100 |   |   |   |    |    |      |
| 3    | Club Deportivo San José          | 1,720 | 100 |   |   |   |    |    |      |
| 4    | The Strongest La Paz             | 1,670 | 100 |   |   |   |    |    |      |
| 5    | Real Potosi                      | 1,530 | 100 |   |   |   |    |    |      |
| 6    | Universitario de Sucre           | 1,450 | 100 |   |   |   |    |    |      |
| 7    | Club Blooming                    | 1,400 | 100 |   |   |   |    |    |      |
| 8    | Club Aurora                      | 1,350 | 100 |   |   |   |    |    |      |
| 9    | Club Deportivo Jorge Wilstermann | 1,318 | 44  |   |   |   |    |    |      |
| 10   | Nacional Potosi                  | 1,250 | 100 |   |   |   |    |    |      |
| 11   | Club Petrolero                   | 1,000 | 44  |   |   |   |    |    |      |
| 12   | La Paz FC                        | 0,780 | 100 |   |   |   |    |    |      |

### Barrage de promotion-relégation
Le barrage se dispute en deux matchs gagnants.
| Équipe 1       | Résultat | Équipe 2               | Aller | Retour | Appui |
| -------------- | -------- | ---------------------- | ----- | ------ | ----- |
| Club Petrolero | 2 - 5    | (D2) Sport Boys Warnes | 2 - 2 | 1 - 1  | 0 - 2 |

## Bilan de la saison
| Championnat de Bolivie de football 2012 |                          |
| Champion                                | Club Bolívar (16e titre) |
| Qualifications continentales            |                          |
| Copa Libertadores 2014                  | Club Bolívar             |
| Copa Libertadores 2014                  | Oriente Petrolero        |
| Copa Sudamericana 2014                  | Club Deportivo San José  |
| Promotions et relégations               |                          |
| Promus en Primera A                     | Sport Boys Warnes        |
| Promus en Primera A                     | Club Deportivo Guabirá   |
| Relégués en Torneo Simon Bolívar        | Club Petrolero           |
| Relégués en Torneo Simon Bolívar        | La Paz FC                |